# Кемптер, Лотар
Лотар Кемптер (нем. Lothar Kempter; 5 февраля 1844, Лауинген — 14 июля 1918, Вицнау, Швейцария) — немецко-швейцарский композитор, дирижёр и музыкальный педагог.
По настоянию отца изучал право в Мюнхенском университете. После смерти отца в 1868 г. перешёл в Мюнхенскую консерваторию, где учился у Йозефа Райнбергера (композиция), Ганса фон Бюлова (камерный ансамбль), Франца Вюльнера (хор) и Карла Бермана (фортепиано). В 1871 г. второй капельмейстер в городском оркестре Магдебурга. В 1872—1875 гг. работал в Страсбурге, с 1875 г. жил и работал в Цюрихе. Дирижировал в Цюрихской опере, поставил здесь ряд опер Вагнера. В 1886—1915 гг. преподавал теорию музыки и композицию в Цюрихской консерватории.
Автор опер «Флагеллянтка» (нем. Die Flagellantin; 1870), «Спящая красавица» (нем. Dornröschen; 1893, по Рикарде Хух), «Санкюлоты» (нем. Die Sansculottes; 1900), музыки к «Вильгельму Теллю» Фридриха Шиллера, «Фаусту» Гёте, «Тимону Афинскому» Шекспира, произведений для хора, для духового оркестра.